# Howard Garland
Howard Garland (* 27. Oktober 1937 in Detroit) ist ein US-amerikanischer Mathematiker. Er ist Professor an der Yale University. Er befasst sich mit Liegruppen, algebraischen Gruppen und ihren Darstellungen und speziell mit diskreten Untergruppen von Liegruppen.
Garland studierte an der University of Chicago mit dem Bachelor-Abschluss 1947, der Wayne State University mit dem Master-Abschluss in Mathematik 1959 und wurde an der University of California, Berkeley, 1964 bei S. S. Chern promoviert (On the cohomology of lattices in Lie groups). Als Post-Doktorand war er Instructor an der Yale University und 1965/66 am Institute for Advanced Study. 1966 wurde er Assistant Professor in Yale und 1969 Associate Professor und 1971 Professor an der Columbia University. 1972/73 war er Professor an der State University of New York at Stony Brook und ab 1973 Professor in Yale. Er ist Fellow der American Mathematical Society.
Mit Gregg Zuckerman und Igor Frenkel (seinem Doktoranden) wandte er 1986 die halb-unendliche Kohomologie gradierter Liealgebren – wie der Virasoro-Algebra –  auf die BRST-Quantisierung von Strings an.

## Schriften
- mit M. S. Raghunathan Fundamental domains for lattices in (R-)rank 1 semisimple Lie groups, Annals of Mathematics, Band 92, 1970, S. 279–326
- mit M. Goto Lattices and the adjoint group of a Lie group, Transactions AMS, Band 124, 1966, S. 450–460
- A rigidity theorem for discrete subgroups, Transactions AMS, Band 129, 1967, S. 1–25
- P-adic curvature and the cohomology of discrete subgroups of p-adic groups, Annals of Mathematics, Band 97, 1973, S. 375–423
- A finiteness theorem for {\displaystyle K_{2}} of a number field, Annals of Mathematics, Band 94, 1971, S. 534–548
- The arithmetic theory of loop algebras, J. Algebra, Band 53, 1978, S. 480–551